# Rivière Pembina (Alberta)
Pour les articles homonymes, voir Pembina.
Ne doit pas être confondu avec Rivière Pembina (Manitoba-Dakota du Nord).
La rivière Pembina est un cours d'eau qui coule dans la province de l'Alberta au Canada.

## Géographie
La rivière Pembina prend sa source dans les Rocheuses canadiennes. La rivière s'écoule vers l'est puis s'oriente vers le sud et se jette dans la rivière Athabasca. La rivière reçoit les eaux de nombreux lacs dont celles du lac la Nonne.

## Histoire
La toponymie du mot "Pembina" vient du français Pembina qui désigne les fruits rouges de la plante Viburnum trilobum qui pousse d'Est en Ouest au Canada et que les explorateurs et colons canadiens-français leur ont donnés.

## Voir aussi

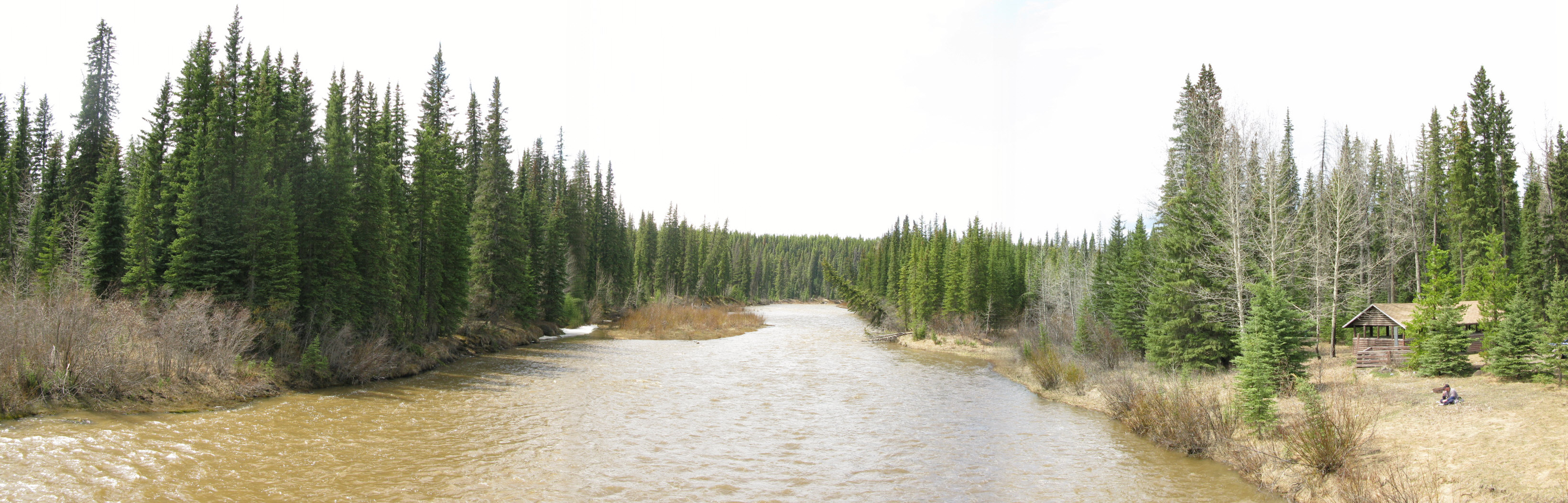
Vue de la rivière Pembina.